# Adiantum janzenianum
Adiantum janzenianum är en kantbräkenväxtart som beskrevs av A.Rojas och C.Herrera. Adiantum janzenianum ingår i släktet Adiantum och familjen Pteridaceae. Inga underarter finns listade.